# Cydia conspicua
Cydia conspicua là một loài bướm đêm thuộc họ Tortricidae. Nó là loài đặc hữu của Oahu và Maui.
Ấu trùng ăn Acacia koa. They have been found on dead bark và seeds of their host plant.